# Steinküppel (Wildflecken)
Der Steinküppel ist eine 746 m ü. NHN hohe Erhebung in der Rhön auf dem Gebiet des Truppenübungsplatzes Wildflecken. Der markante Felsriegel ragt nur etwa 20 m aus dem Südhang der Dammersfeldkuppe empor. Der Steinküppel ist ein guter Aussichtspunkt, darf von Zivilpersonen in der Regel aber nicht betreten werden, da er sich in Militärischem Sperrgebiet befindet. Lediglich an den Volkswandertagen am letzten Juliwochenende ist der Steinküppel in manchen Jahren öffentlich zugänglich.

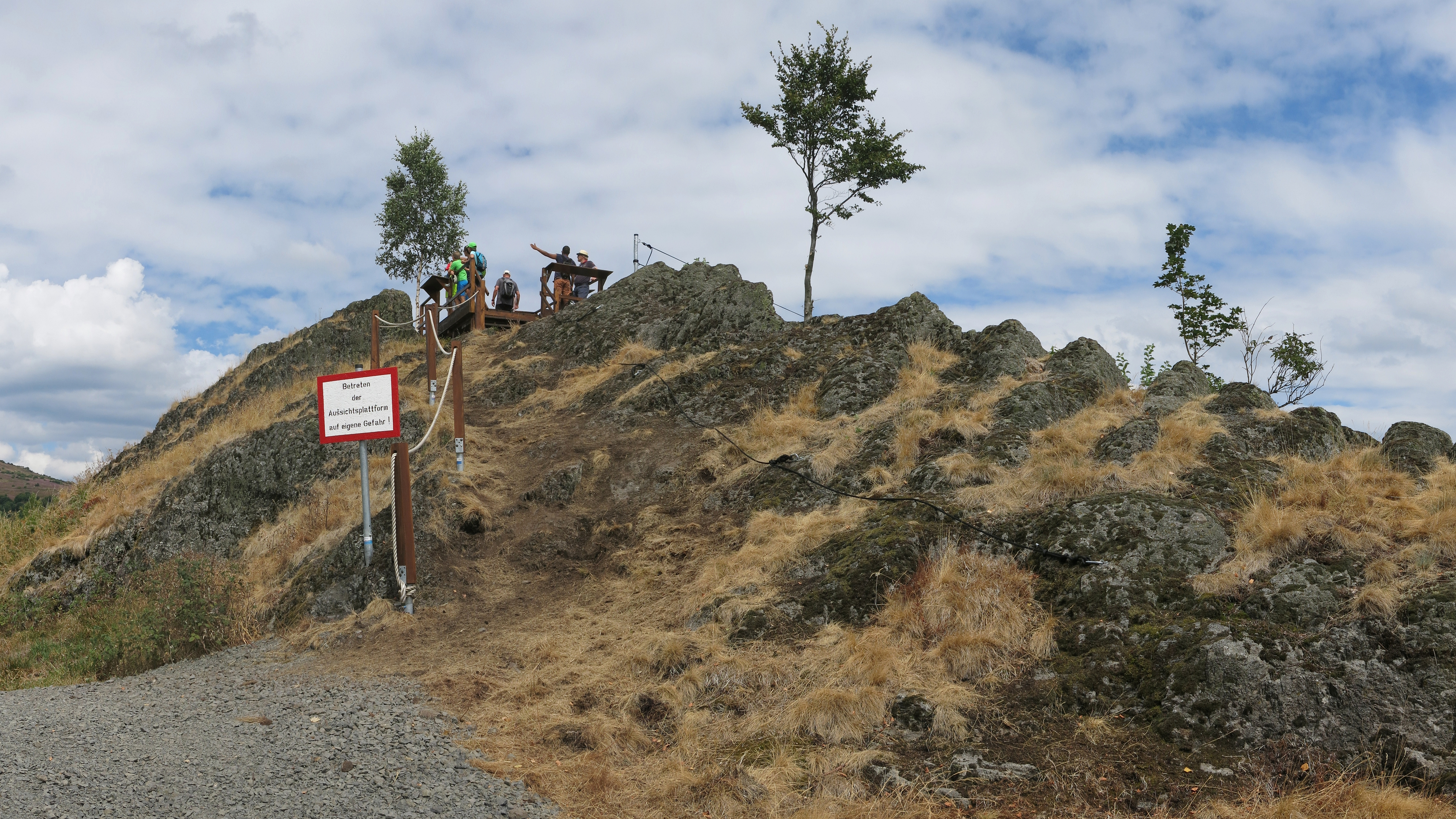
Gipfel des Steinküppels während der Volkswandertage 2018